# Football Club Catanzaro 2006-2007
Questa pagina raccoglie le informazioni riguardanti il Football Club Catanzaro nelle competizioni ufficiali della stagione 2006-2007.

## Stagione
Nella stagione 2006-2007 il Catanzaro dopo due stagioni in Serie B, è costretto a dover ripartire dal quarto livello del calcio italiano, grazie al Lodo Petrucci, con la nuova società del neopresidente Giancarlo Pittelli. Riparte dal girone C della Serie C2, dove raccoglie 45 punti con il nono posto finale. Allenato da Manuele Domenicali, soffre nella prima parte del campionato, inizia peraltro con tre sconfitte di fila e al termine del girone di andata con 20 punti è in sest'ultima posizione, poi nel girone di ritorno si riprende, mette insieme 25 punti, chiudendo il torneo con cinque punti di vantaggio sui Play-out. Nella Coppa Italia di Serie C disputa con onore il girone N di qualificazione, mancando per poco la qualificazione, passa la Vibonese con gli stessi 9 punti dei giallorossi, ma avendo vinto lo scontro diretto.

## Rosa
| N. |                           | Ruolo | Calciatore               |
| -- | ------------------------- | ----- | ------------------------ |
|    | Italia (bandiera)         | D     | Riccardo Alderuccio      |
|    | Costa d'Avorio (bandiera) | D     | Didier Angan             |
|    | Italia (bandiera)         | D     | Alessio Ballanti         |
|    | Argentina (bandiera)      | C     | Marcos Antonio Ballarino |
|    | Italia (bandiera)         | P     | Domenico Botticella      |
|    | Argentina (bandiera)      | A     | Sebastián Bueno          |
|    | Italia (bandiera)         | D     | Nicodemo Caroleo         |
|    | Italia (bandiera)         | C     | Danilo Coppola           |
|    | Italia (bandiera)         | A     | Davide Corapi            |
|    | Argentina (bandiera)      | C     | Matías Cuffa             |
|    | Italia (bandiera)         | A     | Evangelista Cunzi        |
|    | Italia (bandiera)         | C     | Vincenzo Di Miceli       |
|    | Italia (bandiera)         | C     | Adriano Fiore            |
|    | Italia (bandiera)         | D     | Roberto Gimmelli         |
|    | Italia (bandiera)         | A     | Ivan Giuntoli            |

| N. |                      | Ruolo | Calciatore              |
| -- | -------------------- | ----- | ----------------------- |
|    | Italia (bandiera)    | A     | Marco Guidone           |
|    | Argentina (bandiera) | C     | Alejandro Walter Guzman |
|    | Italia (bandiera)    | P     | Antonio Larghezza       |
|    | Italia (bandiera)    | C     | Manuel Mazzoli          |
|    | Colombia (bandiera)  | C     | Jaime Leon Merito       |
|    | Italia (bandiera)    | A     | Giuseppe Morfù          |
|    | Italia (bandiera)    | D     | Archimede Morleo        |
|    | Italia (bandiera)    | A     | Denis Pironaci          |
|    | Italia (bandiera)    | D     | Francesco Priolo        |
|    | Italia (bandiera)    | C     | Gianluca Procopio       |
|    | Italia (bandiera)    | C     | Giovanni Ruscio         |
|    | Italia (bandiera)    | A     | Giuseppe Siclari        |
|    | Italia (bandiera)    | P     | Luca Tomasig            |
|    | Nigeria (bandiera)   | C     | Adewale Wahab           |
|    | Italia (bandiera)    | D     | Danilo Zini             |

## Risultati

### Serie C2 - girone C

#### Girone di andata
| Arbitro: | Lupo (Matera) |

|               |           |  |
| A. Caridi 58’ | Marcatori |  |

| Arbitro: | Ballo (Trapani) |

|                        |           |                                  |
| Cuffa 68’ Giuntoli 82’ | Marcatori | 27’ (rig.) Dettori 29’, 61’ Nolè |

| Arbitro: | Gambini (Roma) |

|                    |           |  |
| Cirillo 27’ (rig.) | Marcatori |  |

| Catanzaro 24 settembre 2006 4ª giornata | Catanzaro            | 0 – 0 | Pro Vasto | Stadio Nicola Ceravolo\| Arbitro: \| Ferrandini (Sondrio) \| |
| Arbitro:                                | Ferrandini (Sondrio) |       |           |                                                              |

| Arbitro: | Peruzzo (Schio) |

|              |           |  |
| Marzullo 92’ | Marcatori |  |

| Arbitro: | Zonno (Bari) |

|                |           |  |
| Cunzi 47’, 90’ | Marcatori |  |

| Arbitro: | Mannella (Avezzano) |

|           |           |                  |
| Sergi 68’ | Marcatori | 15’ (rig.) Cunzi |

| Arbitro: | Doveri (Aprilia) |

|                |           |                      |
| Bueno 27’, 66’ | Marcatori | 71’ (rig.) Campanile |

| Arbitro: | Morabito (Messina) |

|                  |           |          |
| Bueno 79’ (rig.) | Marcatori | 8’ Rallo |

| Arbitro: | Russo (Nola) |

|  |           |                  |
|  | Marcatori | 85’ (rig.) Bueno |

| Catanzaro 12 novembre 2006 11ª giornata | Catanzaro          | 0 – 0 | Vibonese | Stadio Nicola Ceravolo\| Arbitro: \| Baracani (Firenze) \| |
| Arbitro:                                | Baracani (Firenze) |       |          |                                                            |

| Arbitro: | Barletta (Bernalda) |

|                           |           |  |
| G. Russo 37’ Rastelli 69’ | Marcatori |  |

| Arbitro: | Corletto (Castelfranco Veneto) |

|                       |           |                  |
| Bueno 43’ (rig.), 89’ | Marcatori | 6’, 35’ Frisenda |

| Arbitro: | Gallione (Alessandria) |

|                 |           |  |
| G. Esposito 54’ | Marcatori |  |

| Arbitro: | Spadaccini (Vasto) |

|                               |           |            |
| Bueno 45+1’ (rig.) Merito 87’ | Marcatori | 41’ Falomi |

| Arbitro: | D'Alesio (Forlì) |

|                     |           |  |
| Lauria 90+3’ (rig.) | Marcatori |  |

| Arbitro: | Didato (Agrigento) |

|                                    |           |  |
| Cuffa 1’ Wahab 7’ Bueno 63’ (rig.) | Marcatori |  |

#### Girone di ritorno
| Arbitro: | Tozzi (Ostia Lido) |

|                            |           |  |
| Bueno 35’, 59’ (rig.), 63’ | Marcatori |  |

| Arbitro: | Giancola (Vasto) |

|  |           |           |
|  | Marcatori | 77’ Bueno |

| Arbitro: | Scoditti (Bologna) |

|                 |           |  |
| Siclari 3’, 37’ | Marcatori |  |

| Vasto 4 febbraio 2007 21ª giornata | Pro Vasto         | 0 – 0 | Catanzaro | Stadio Aragona\| Arbitro: \| Vivenzi (Brescia) \| |
| Arbitro:                           | Vivenzi (Brescia) |       |           |                                                   |

| Arbitro: | G. Stefanini (Livorno) |

|                            |           |                  |
| Morleo 7’, 41’ Guidone 88’ | Marcatori | 29’ B. Di Napoli |

| Arbitro: | Andolfatto (Bassano del Grappa) |

|  |           |                         |
|  | Marcatori | 17’ Siclari 80’ Guidone |

| Arbitro: | Palazzino (Ciampino) |

|  |           |                  |
|  | Marcatori | 75’ (rig.) Sergi |

| Arbitro: | Forconi (Aprilia) |

|            |           |            |
| Farina 88’ | Marcatori | 66’ Merito |

| Arbitro: | Cavarretta (Trapani) |

|  |           |             |
|  | Marcatori | 90+3’ Bueno |

| Catanzaro 25 marzo 2007 27ª giornata | Catanzaro     | 0 – 0 | Val di Sangro | Stadio Nicola Ceravolo\| Arbitro: \| Prato (Lecce) \| |
| Arbitro:                             | Prato (Lecce) |       |               |                                                       |

| Arbitro: | Peruzzo (Schio) |

|                                     |           |                            |
| Guastella 49’ Campo 62’ (rig.), 80’ | Marcatori | 60’ (rig.) Bueno 69’ Cunzi |

| Catanzaro 7 aprile 2007 29ª giornata | Catanzaro          | 0 – 0 | Sorrento | Stadio Nicola Ceravolo\| Arbitro: \| Didato (Agrigento) \| |
| Arbitro:                             | Didato (Agrigento) |       |          |                                                            |

| Barcellona Pozzo di Gotto 15 aprile 2007 30ª giornata | Igea Virtus       | 0 – 0 | Catanzaro | Stadio Carlo D'Alcontres\| Arbitro: \| M. Russo (Milano) \| |
| Arbitro:                                              | M. Russo (Milano) |       |           |                                                             |

| Arbitro: | Marrocco (Pisa) |

|                       |           |                          |
| Bueno 43’, 49’ (rig.) | Marcatori | 32’ Marasco 84’ Imbriani |

| Arbitro: | Pecorelli (Arezzo) |

|              |           |  |
| R. Greco 32’ | Marcatori |  |

| Arbitro: | Ruini (Reggio Emilia) |

|           |           |           |
| Cuffa 32’ | Marcatori | 34’ Mitra |

| Arbitro: | Vivenzi (Brescia) |

|               |           |  |
| Cavaliere 32’ | Marcatori |  |

### Coppa Italia di Serie C

#### Girone N
| Arbitro: | Ferraioli (Nocera Inferiore) |

|            |           |  |
| Khoris 52’ | Marcatori |  |

| Arbitro: | Prato (Lecce) |

|                                             |           |  |
| Siclari 25’, 65’ Procopio 48’ D. Corapi 89’ | Marcatori |  |

| 30 agosto 2006 3ª giornata |  | – Turno di riposo Catanzaro |  |  |

| Arbitro: | Didato (Agrigento) |

|               |           |                              |
| Riccobono 88’ | Marcatori | 19’ Morleo 50’, 66’ Procopio |

| Arbitro: | Taverna (Taurianova) |

|                     |           |  |
| Giuntoli 20’, 45+1’ | Marcatori |  |